# Лощина (мультсериал)
Лощина (англ. The Hollow) — канадский телевизионный мультисериал, созданный Джошом Мефамом Грегом Салливаном для телеканала Netflix. Сюжет повествует о трёх героях — Адаме, Кае и Мире — которые оказались в таинственном измерении, полным загадок и опасностей. Герои должны выжить в нём и вернуться в родной мир. Появился на телеканале Netflix 8 июня 2018 года. 8 мая 2020 года вышел второй сезон.

## Сюжет
Адам, Кай и Мира, три подростка, оказываются в неизвестном им измерении и не помнят своего прошлого. Их конечная цель заключается в том, чтобы найти «выход» из данного, полного опасностей мира. Для того, чтобы выжить, герои должны всегда быть вместе, действовать скоординированно и понять, какими сверхспособностями они обладают. Сам мир представляет собой попурри на разные жанры литературы/кино с фантастическим допущением — фэнтези, ужасы, мистика, постапокалипсис, мифологию и научную фантастику. Герои перемещаются по самым разным локациям, от леса до пустыни или ледяного полиса, сталкиваясь на своём пути с разными мифологическими существами, дружелюбными и теми, кто намеревается их убить.

## Список персонажей
- Адам (Эйдриан Петри[англ.]) — один из главных героев и лидер команды. Он спокойный парень, обладает необыкновенной физической силой.
- Мира (Эшли Болл) — одна из главных героинь. Способна понимать язык животных, дышать под водой и плавать на высокой скорости.
- Кай (Коннор Парнэлл) — один из главных героев. Выступает комическим персонажем. Хорошо разбирается в технике и способен управлять огнём.
- Странный парень (Марк Хилдрет[англ.]) — таинственный персонаж, который внезапно появляется, когда героям грозит смертельная опасность и переносит их в другие локации.
- Ванесса (Дайана Каарина[англ.]) — лидер вражеской группы подростков. Способно летать. Она пыталась переманить на свою сторону Кая, чтобы воспользоваться его способностью управлять огнём.
- Рив (Алекс Барима) — один из отрицательных персонажей, член группы Ванессы, который крайне враждебно относится к главным героям. Может силой мысли перемещать предметы. Именно он украл волшебный посох у главных героев и смертельно ранил Адама.
- Скит (Джесси Мосс) — один из отрицательных персонажей, член группы Ванессы. Способен передвигаться на сверх-высокой скорости. Самый спокойный из своей группы.
- Дерево (Николь Оливер[англ.]) — один из NPC. Возвращение волшебного посоха является обязательным условием выхода из виртуального мира, где заключены герои.
- Бенджамин (Айан Джеймс Корлетт[англ.]) и Бенджамини (Майкл Дейнгерфилд[англ.]) — NPC и обитатели заброшенного парка аттракционов. Говорят с французским акцентом.
- Смерть (Брайан Драммонд[англ.]) — всадник апокалипсиса и один из NPC, просит героев вылечить свою хворую лошадь.
- Ведьмы (Кэтлин Барр[англ.]) — одни из NPC, которые заманили и попытались убить героев.
- Минотавры (Брайен Добсон[англ.]), (Поул Добсон[англ.]) — NPC, живущие в пустыне. Захватили в плен главных героев и хотели их скормить своему вожатому.
- Дейв (Ли Токар)
- Предводитель пауков (Питер Келамис[англ.])
- Циклоп (Джейсон Симпсон)

## Список серий
| № | Название         | Режиссёр      | Автор сценария | Дата премьеры |
| --- | ---------------- | ------------- | -------------- | ------------- |
| 1 | «The Room»       | Джош Мефам    | Вито Вискоми   | июнь 8, 2018  |
| Адам, Кай и Мира просыпаются в таинственном бункере и выбравшись из него, понимают, что попали в странный мир. Им приходится сначала успеть выбраться из наполняющегося ядовитым газом бункера, а затем спасаться от собакоподобных монстров. |                  |               |                |               |
| 2 | «The Desert»     | Грег Салливан | Вито Вискоми   | июнь 8, 2018  |
| Герои телепортируются в пустынную местность, где их в плен берут минотавры. Герои спасаются бегством, попав в подземные катакомбы, они натыкаются на трёх ведьм-каннибалов, которые притворяются гостеприимными домохозяйками. |                  |               |                |               |
| 3 | «Apocalypse»     | Джош Мефам    | Вито Вискоми   | июнь 8, 2018  |
| Герои, выбравшись из пещер и победив ведьм, бредут по пустыне и сталкиваются с четырьмя всадниками апокалипсиса. Они не намерены убивать героев, однако Смерть ставит условие, что герои должны излечить его лошадь. После успешного завершения задания, Кай решает починить один из космических кораблей и отправляется в полёт с Адамом и Мирой, однако самолёт ломается и падает в воду. Кай и Адам спасаются, но Мира остаётся под водой. |                  |               |                |               |
| 4 | «The Lighthouse» | Грег Салливан | Вито Вискоми   | июнь 8, 2018  |
| Мира оказывается может дышать под водой и спасается. Герои помогают циклопу починить лампу в маяке и затем телепортируются в новую местность, где встречаются с говорящим деревом. Оно даёт задание героям вернуть ветвь, которую оторвал демон Акума, превратив в магический посох. Герои отправляются в его храм. |                  |               |                |               |
| 5 | «Ishibo»         | Джош Мефам    | Вито Вискоми   | июнь 8, 2018  |
| Герои сражаются с Акумой и его марионетками и одерживают победу, однако посох крадёт другая группа людей, которые явно также оказались тут по тем же причинам, что и главные герои. Герои телепортируются в заброшенный корабль в космосе и должны быстрее телепортироваться обратно, пока их не настиг напавший на членов экипажа пришелец. Так герои оказываются в заброшенном цирке развлечений.                                           |                  |               |                |               |
| 6 | «Undead»         | Грег Салливан | Вито Вискоми   | июнь 8, 2018  |
| Цирк развлечений охвачен огнём. Кай обнаруживает в себе способность управлять огнём. Герои отправляются на кладбище, где обнаруживают вторую группу подростков. Они явно настроены не дружелюбно. Однако Ванесса из другой группы заигрывает с Каем и пытается переманить его к себе. Тем временем героев атакуют зомби из кладбища и Адама с Мирой затягивает под землю. Кай, оставшийся один присоединяется к другой группе.                |                  |               |                |               |
| 7 | «The Riddle»     | Джош Мефам    | Вито Вискоми   | июнь 8, 2018  |
| Кай присоединился к другой команде, однако он не как не может найти общий язык с Ривом и Скитом. Адам и Мира оказываются под землёй и выходят обратно в лес, где встречают дерево, но то отправляет их на северный полюс, где герои встречают замороженными Кая с другой командой. |                  |               |                |               |
| 8 | «Ice»            | Грег Салливан | Вито Вискоми   | июнь 8, 2018  |
| Адам и Мира вступают в поединок с ледяным монстром и побеждают, освобождая остальных героев. Вторая команда не довольна этим и Ванесса признаётся, что использовала Кая, чтобы затем избавится от него. Рив ранит Адама и вторая группа сбегает. Адам Может умереть и герои покидают полюс на глыбе льда. Они попадают на таинственный остров.                                                                                                |                  |               |                |               |
| 9 | «Cocoon»         | Джош Мефам    | Вито Вискоми   | июнь 8, 2018  |
| Героев забирают в плен человекоподобные пауки. Однако после того, как Кай создаёт протез одному из пауков, он излечивает Адама и отпускает героев. Те снова отправляются в лес и сталкиваются с вражеской группой. Они вступают в ними в схватку и им удаётся обратно забрать посох. |                  |               |                |               |
| 10 | «Colrath»        | Грег Салливан | Вито Вискоми   | июнь 8, 2018  |
| Герои возвращают посох дереву и отправляются к замку, чтобы победить дракона, «финального босса». Дойдя до «выхода», всё это оказывается было виртуальной реальностью, а сами герои принимали участие в неком подобии реалити шоу, находясь в «виртуальном сне», за которым наблюдали зрители. Группа Ванессы потерпела поражение. |                  |               |                |               |

## Создание и выход
Автором идеи и главным сценаристом сериала является Вито Вискоми, известный своей работой над такими проектами, как Nerds and Monsters и The Andy Dick Show, который работал над созданием десяти серий совместно Джошом Мефам и Грегом Салливаном. При этом работа над созданием сериала проходила в условиях секретности и неразглашения.
Впервые о предстоящем выходе сериала стало известно ещё в мае 2018 года. Выпуск серий состоялся 8 июня 2018 года на телеканале Netflix.

## Восприятие
Сериал получил в основном положительные отзывы от критиков. Дейв Трамбоур с сайта Collider, заметил, что «сейчас Netflix предлагает обилие уникальных анимационных проектов с оригинальным стилем, и „Лощина“ является одним из них». Основной сюжет быстро закладывается, сами серии полны на разные события и просмотр десяти серий проходит также мгновенно. Персонажи тоже интересные и не похожие друг на друга. Факт того, что им приходится поэтапно раскрывать свои способности и сюжет уделяет должное время их внутренним конфликтам, добавляет истории новую динамику. Джоел Келлер из Decider также похвалил сериал, заметив, что сценарий отлично передаёт то, как группе подростков приходится сталкиваться с самыми разнообразными, невероятными тайнами и используют своё остроумие, чтобы выбраться из очередной опасной ситуации. Это отличается от большинства мультфильмов, которые относятся к своей аудитории, как глупым зрителям, которым надо расталкивать, почему и как это работает и учат о пресловутой силе дружбы. Сюжет Лощины же наоборот до самого конца оставляет героев и зрителя в неведении, раскрывая медленно и поэтапно свои карты. Критик также оценил изображение сильного женского героя, которая не требует к себе постоянно внимания и помощи, как это по прежнему существует в большинстве современных фильмов. В общем сериал подойдёт детской и подростковой аудитории от 10 лет. Редакция Commonsense назвала сериал также интересным с увлекательным миром и проработанными персонажами. Тем не менее маленьким детям не рекомендуется смотреть серии без родителей, так как они могут испугаться некоторых опасных и довольно шокирующих сцен.
Более сдержанный отзыв оставил Джаред Алекс Тан с сайта Geekculture, который заметил, что сюжет движется с «бешеной скоростью» и своим стилем повествования и анимацией напоминает такие известные сериалы, как «Юные Титаны» и «Самурай Джек». От этого зритель может остаться неудовлетворённым, тем более, что совершенно внезапная концовка может убить всё впечатление от просмотра, словно вся история оказалась простым сном героя. Герои тоже довольно архетипичны; Адам, как лидер, Мира, как голос разума и Кай, как комичный персонаж-гэг. Тем не менее критик считает, что «Лощина» уникальна своей универсальностью, которая подойдёт для широкого круга аудитории, что сегодня уже является редкостью.